# Boulevard Léopold II
Pour les articles homonymes, voir Léopold II de Belgique (toponymie).
Le boulevard Léopold II (en néerlandais : Leopold II-laan) est une artère de Bruxelles qui mène du canal vers une perspective majestueuse sur la basilique de Koekelberg. Sa dénomination rend hommage au roi Léopold II (1835-1909).

## Situation
Ce boulevard, surmonté pendant trente ans d'un viaduc passant à la hauteur du premier étage des maisons de maître, connaît, depuis 1986, un nouvel épanouissement grâce à l'enterrement du trafic dans le plus grand tunnel de Belgique (2,3 km), le tunnel Léopold II, rebaptisé tunnel Annie Cordy depuis sa rénovation en 2022. La surface, réaménagée en 1990-1991, a marqué le début d'une ère de rénovation de Bruxelles par les autorités régionales. Le boulevard se trouve à proximité de Tour et Taxis. Certains[Qui ?] émettent l'idée que ce boulevard est une réplique bruxelloise des Champs-Élysées de Paris, dans le sens —uniquement symbolique— qu'elle est également orientée vers l’ouest, séjour des morts.

## Historique

### Le viaduc «provisoire» du Boulevard Léopold II
Érigé pour l'Exposition universelle de 1958, il aboutissait près de la rue de Ribaucourt. Mais les problèmes de circulation ont engendré immédiatement un prolongement jusqu'au-delà du boulevard du Jubilé.
Il fut démoli en 1984. Contrairement à la rumeur[Laquelle ?],, il ne fut pas offert à la Thaïlande en 1989, vu qu'il s'agissait d'un viaduc en béton. Par contre, un viaduc provisoire démontable fut offert[réf. nécessaire], du même type que celui qui fut installé dans le prolongement du viaduc en béton (et à bien d'autres endroits lors de grands chantiers), pour passer au-delà de la place Simonis (à l’extrémité du boulevard) durant les travaux de construction du métro. Il fut reconstruit sur place en 10 jours et porte aujourd'hui l'appellation de Thaï-Belgium Flyover Bridge.

#### Le viaduc «provisoire» au cinéma
- Le Départ de Jerzy Skolimowski (1967)
- Le Far West de Jacques Brel (1973)
- Couleur chair de François Weyergans (1976-78)
- Toute une nuit de Chantal Akerman (1982)

## Voie d'accès par métro
| ___ | Ce site est desservi par les stations de métro : Ribaucourt et Simonis. |